# Костанайська міська адміністрація
Костана́йська міська адміністрація (каз. Қостанай қаласы әкімдігі, рос. Костанайская городская администрация) — адміністративна одиниця у складі Костанайської області Казахстану. Адміністративний центр та єдиний населений пункт — місто Костанай.

## Населення
Населення — 258990 осіб (2021; 214961 у 2009, 222816 у 1999, 224598 у 1989).
Національний склад (станом на 2010 рік):
- росіяни — 107655 осіб (50,63%)
- казахи — 59542 особи (28,00%)
- українці — 21272 особи (10,01%)
- німці — 5919 осіб (2,78%)
- татари — 4380 осіб (2,06%)
- білоруси — 3794 особи (1,78%)
- корейці — 2914 осіб (1,37%)
- азербайджанці — 1001 особа (0,47%)
- вірмени — 699 осіб
- чеченці — 595 осіб
- башкири — 545 осіб
- поляки — 481 особа
- інгуші — 440 осіб
- мордва — 433 особи
- молдовани — 375 осіб
- удмурти — 274 особи
- чуваші — 212 осіб
- інші — 2086 осіб